# Vladimír Svoboda (překladatel)
Vladimír Svoboda (19. srpna 1927 Praha – 13. září 2022) byl český překladatel z němčiny a zejména z angličtiny.
Studoval na Anglickém reálném gymnáziu v Praze do jeho zavření v roce 1941, maturoval v roce 1946. V letech 1946–1952 vystudoval fonetiku a anglistiku na Filozofické fakultě Univerzity Karlovy. V letech 1950–1991 pracoval v nakladatelství Albatros (resp. Státním nakladatelství dětské knihy), také na pozici zástupce šéfredaktora.

## Dílo
Věnoval se zejména překladům z angličtiny a žánru science fiction. Překládal díla Jacka Londona, Arthura C. Clarka, H. G. Wellse a Colleen McCulloughové.